# Iclingas
Les Iclingas sont une dynastie anglo-saxonne qui règne sur la Mercie durant la majeure partie de son histoire.

## Histoire
Le nom Iclingas est attesté dans la Vita sancti Guthlaci, une hagiographie latine de Guthlac de Croyland, un ermite issu de cette famille.
Les généalogies royales anglo-saxonnes conservées dans la Collection anglienne retracent l'ascendance de plusieurs rois de Mercie jusqu'au dieu Woden. Parmi les individus figurant dans cette ascendance apparaît un dénommé Icel qui semble être l'éponyme de la dynastie royale mercienne, comme Wuffa l'est pour les Wuffingas d'Est-Anglie ou Oisc pour les Oiscingas du Kent.
Icel apparaît cinq générations avant Penda, qui règne sur la Mercie dans la première moitié du VIIe siècle. Cela le situerait chronologiquement vers le milieu du Ve siècle, soit à l'époque de l'arrivée des Anglo-Saxons en Grande-Bretagne selon l'Histoire ecclésiastique du peuple anglais de Bède le Vénérable. Icel pourrait avoir été considéré comme le fondateur de sa dynastie pour avoir été le premier à poser le pied en Angleterre,.
Trois branches des Iclingas se succèdent à la tête de la Mercie, issues de trois fils de Pybba : les descendants de Penda jusqu'en 716, puis les descendants d'Eowa jusqu'en 796, et enfin les descendants de Cenwalh jusqu'en 823.

## Arbre généalogique
- Pybba
  -  Penda (626?-655) ép. Cynewise
    -  Peada (655-656) ép. Alhflæd
    -  Wulfhere (658-675) ép. Eormenhild
      -  Cenred (704-709)
      -  Werburh (morte entre 700 et 707), abbesse d'Ely
      - Berhtwald ?

    -  Æthelred (675-704) ép. Osthryth
      -  Ceolred (709-716)
      -  Ceolwald (716) ?

    - Cyneburh ép. Alhfrith
    - Cyneswith
    -  Merewalh, roi des Magonsæte
      -  Merchelm, roi des Magonsæte
      -  Mildfrith, roi des Magonsæte
      - Merefin
      -  Mildburh (morte en 715 ?), abbesse de Much Wenlock
      -  Mildrith, abbesse de Minster-in-Thanet
      -  Mildgyth

  -  Eowa (635?-642?)
    - Alwih
      -  Æthelbald (716-757)
      - Headberht

    - Osmod
      - Eanwulf
        - Thingfrith
          -  Offa (757-796) ép. Cynethryth
            -  Ecgfrith (796)
            - Ælfflæd ép. Æthelred Ier
            - Eadburh ép. Beorhtric de Wessex
            - Æthelburh
            -  Ælfthryth ?

  - Cenwalh
    - Cuthwalh
      - Centwine
        - Cynreow
          - Bassa
            - Cuthberht
              -  Cenwulf (796-821)
                -  Cynehelm (fl. 800-811)
                - Cwenthryth (morte après 827), abbesse de Winchcombe, Reculver et Minster-in-Thanet

              -  Cuthred, roi du Kent (798-807)
                - Cyneberht
                - Cenwald

              -  Ceolwulf Ier (821-823)
                - Ælfflæd ép. Wigmund
                  -  Wigstan